# Area delle Gravine
Area delle Gravine este o arie protejată (arie specială de conservare — SAC, sit de importanță comunitară — SCI, arie de protecție specială avifaunistică — SPA) din Italia întinsă pe o suprafață de 26.740 ha, integral pe uscat.

## Localizare
Centrul sitului Area delle Gravine este situat la coordonatele 40°37′14″N 16°54′13″E / 40.620556°N 16.903611°E.

## Înființare
Situl Area delle Gravine a fost declarat sit de importanță comunitară în decembrie 1998 pentru a proteja 1 specie de plante și 35 de specii de animale. Alte tipuri de protecție:
- arie de protecție specială avifaunistică (în decembrie 1998)
- arie specială de conservare (în martie 2018)[1][2][3]

## Biodiversitate
Situată în ecoregiunea mediteraneană, aria protejată conține 8 habitate naturale: Pseudostepă cu ierburi și specii anuale de Thero-Brachypodietea, Peșteri inaccesibile publicului, Tufărișuri termo-mediteraneene și de pre-deșert, Păduri de Quercus ilex și Quercus rotundifolia, Pante stâncoase calcaroase cu vegetație casmofită, Păduri de Olea și Ceratonia, Păduri de Quercus trojana, Păduri de pin mediteraneene cu pini mezogeni endemici.
La baza desemnării sitului se află mai multe specii protejate:
- plante (1): Stipa austroitalica
- păsări (28): uliu păsărar (Accipiter nisus), fâsă-de-câmp (Anthus campestris), ciuf-de-pădure (Asio otus), cucuvea (Athene noctua), buha (Bubo bubo), pasărea ogorului (Burhinus oedicnemus), ciocârlie-cu-degete-scurte (Calandrella brachydactyla), caprimulg (Caprimulgus europaeus), șerpar (Circaetus gallicus), erete de stuf (Circus aeruginosus), erete vânăt (Circus cyaneus), erete cenușiu (Circus pygargus), dumbrăveancă (Coracias garrulus), prepeliță (Coturnix coturnix), Emberiza melanocephala, Falco biarmicus, Falco eleonorae, Falco naumanni, muscar-gulerat (Ficedula albicollis), sfrânciocul cu frunte neagră (Lanius minor), ciocârlie de pădure (Lullula arborea), ciocârlie de bărăgan (Melanocorypha calandra), gaia neagră (Milvus migrans), gaia roșie (Milvus milvus), vultur egiptean (Neophron percnopterus), viespar (Pernis apivorus), ploier auriu (Pluvialis apricaria), strigă (Tyto alba)
- amfibieni (2): Bombina pachypus, Triturus carnifex
- mamifere (1): liliacul mare cu potcoavă (Rhinolophus ferrumequinum)
- pești (1): Rutilus rubilio
- reptile (3): șarpele cu patru dungi (Elaphe quatuorlineata), țestoasă bănățeană (Testudo hermanni), elaphe situla (Zamenis situla)

Pe lângă speciile protejate, pe teritoriul sitului au mai fost identificate 46 de specii de plante, 4 specii de amfibieni, 1 specie de mamifere, 7 specii de nevertebrate, 7 specii de reptile.